# Districte de Bikaner
El districte de Bikaner és una divisió administrativa del Rajasthan amb capital a Bikaner (ciutat). La superfície és de 30.247,90 km² i la població 1.902.000 habitants (2001).
Està subdividit en 5 subdivisions, 8 tehsils, 1 subtehsil, 5 blocks o seccions de desenvolupament, 219 Gram Panchayat, 923 pobles, 851 pobles aabad, 1 corporació municipal, 6 consells municipals, 21 thana (estacions de policia) i 34 subestacions de policia.
Subdivisions i els seus tehsils)
- Bikaner (tehsil de Bikaner i tehsil de Kolayat, més el subtehsil de Bajju)
- Nokha (tehsil de Nokha)
- Loonkaransar (tehsil de Loonkaransar)
- Khajuwala (tehsil de Khajuwala, tehsil de Chhattargarh i tehsil de Pugal)
- Dungargarh (tehsil de Dungargarh)

La corporació municipal és Bikaner (ciutat) i els consells municipals són: Deshnok, Nokha, Dungargarh, Khajuwala, Loonkaransar i Napasar.
El fort de Junagarh i el Karni Mata o Temple de les Rates són les coses més importants del districte

## Història
Vegeu Bikaner